# NBA 35th Anniversary Team
NBA 35th Anniversary Team – lista najlepszych zawodników NBA ogłoszona na 35. rocznicę ligi, założonej 6 czerwca 1946 jako Basketball Association of America. 
Lista, składająca się z 11 zawodników, została ogłoszona 30 października 1980.
Wybrano najlepszych graczy bez względu na pozycję na boisku oraz moment kariery.

## NBA 35th Anniversary Team
- C Kareem Abdul-Jabbar
- F Elgin Baylor
- C Wilt Chamberlain
- G Bob Cousy
- F Julius Erving
- G John Havlicek
- C George Mikan
- F Bob Pettit
- G Oscar Robertson
- C Bill Russell
- G Jerry West

Pochyłą czcionką zawodnicy aktywni w momencie wyboru.
Dodatkowo Red Auerbach został wybrany najlepszym trenerem, Philadelphia 76ers z sezonu 1966–1967 została najlepszą drużyną, zaś Bill Russell został okrzyknięty najlepszym graczem 35-lecia.